# Orbiting Carbon Observatory
L'Orbiting Carbon Observatory (OCO) est un satellite de télédétection de la NASA qui mesure la quantité de dioxyde de carbone présent dans l'atmosphère terrestre. Cette mission spatiale fait partie du programme Earth Observing System qui regroupe un ensemble de satellites de la NASA chargés de collecter, sur de longues périodes, des données sur la surface de la Terre, la biosphère, l'atmosphère terrestre et les océans de la Terre. Le premier exemplaire du satellite est perdu au cours de son lancement le 24 février 2009. Le 2 juillet 2014, un second exemplaire du satellite, baptisé OCO-2, est placé en orbite avec succès.

## Description de la mission
Le satellite OCO-2 relève la distribution géographique des sources de dioxyde de carbone et des puits de carbone naturels à une échelle régionale. Les données recueillies améliorent la compréhension du cycle du carbone, des processus naturels et les activités humaines qui contribuent à modifier l'abondance et la distribution géographique des gaz à effet de serre. Cette modélisation améliorée permet en retour de réaliser des prévisions plus fiables de l'évolution de la quantité et de la distribution géographique du dioxyde de carbone dans l'atmosphère terrestre et l'incidence de ces modifications sur le climat de la Terre.
Durant la mission d'une durée de 2 ans, le satellite est placé sur une orbite polaire de 700 km d'altitude de manière à pouvoir observer pratiquement l'ensemble de la surface de la Terre tous les 16 jours. Il vole en formation avec le A-train, une série de satellites destinés à l'observation de l'atmosphère terrestre. Cette configuration permet aux scientifiques de corréler les mesures effectués par les différents satellites. Les scientifiques exploitant les données de OCO doivent notamment utiliser les mesures effectuées par l'instrument Atmospheric Infrared Sounder (en) (AIRS) placé sur le satellite Aqua du A-train.

## Caractéristiques du satellite
Le satellite utilise une plateforme LeoStar-2 de Orbital Sciences qui est déjà mise en œuvre pour les missions SORCE et GALEX. La structure du satellite est en aluminium ; il a la forme d'un hexagone de 1 mètre de large et de 2 mètres de long. Deux panneaux solaires orientables d'une envergure de 3 mètres sont attachés de part et d'autre du corps du satellite. La masse totale est d'environ 450 kg.

### Instruments
Le satellite comporte un seul instrument qui doit permettre d'effectuer la mesure la plus précise jamais faite du dioxyde de carbone présent dans l'atmosphère terrestre. Cet instrument est composé de trois spectromètres à haute résolution placés en parallèle alimentés par un télescope commun. Les spectromètres effectuent des mesures simultanées de l'absorption de la lumière solaire par le dioxyde de carbone et l'oxygène moléculaire dans le proche infrarouge : lorsque la lumière du soleil après avoir traversé l'atmosphère terrestre est réfléchie par la Terre, les molécules des gaz présents dans l'atmosphère absorbent certaines des longueurs d'onde. Le spectre visible qui en résulte est incomplet et la position de ces trous reflète la nature des gaz traversés. Chacun des spectromètres effectue sa mesure sur une gamme de longueurs d'onde donnée. En mesurant de manière fine la quantité de lumière absorbée pour les longueurs d'onde caractérisant le dioxyde de carbone, OCO permet de calculer avec une très grande précision le nombre de molécules présentes le long du chemin parcouru par le rayon lumineux depuis la limite supérieure de l'atmosphère jusqu'au sol. Pour prendre en compte la grande vitesse de déplacement du satellite, combiné au fait que les concentrations de CO2 varient d'un lieu à l'autre, les mesures sont effectuées 3 fois par seconde.

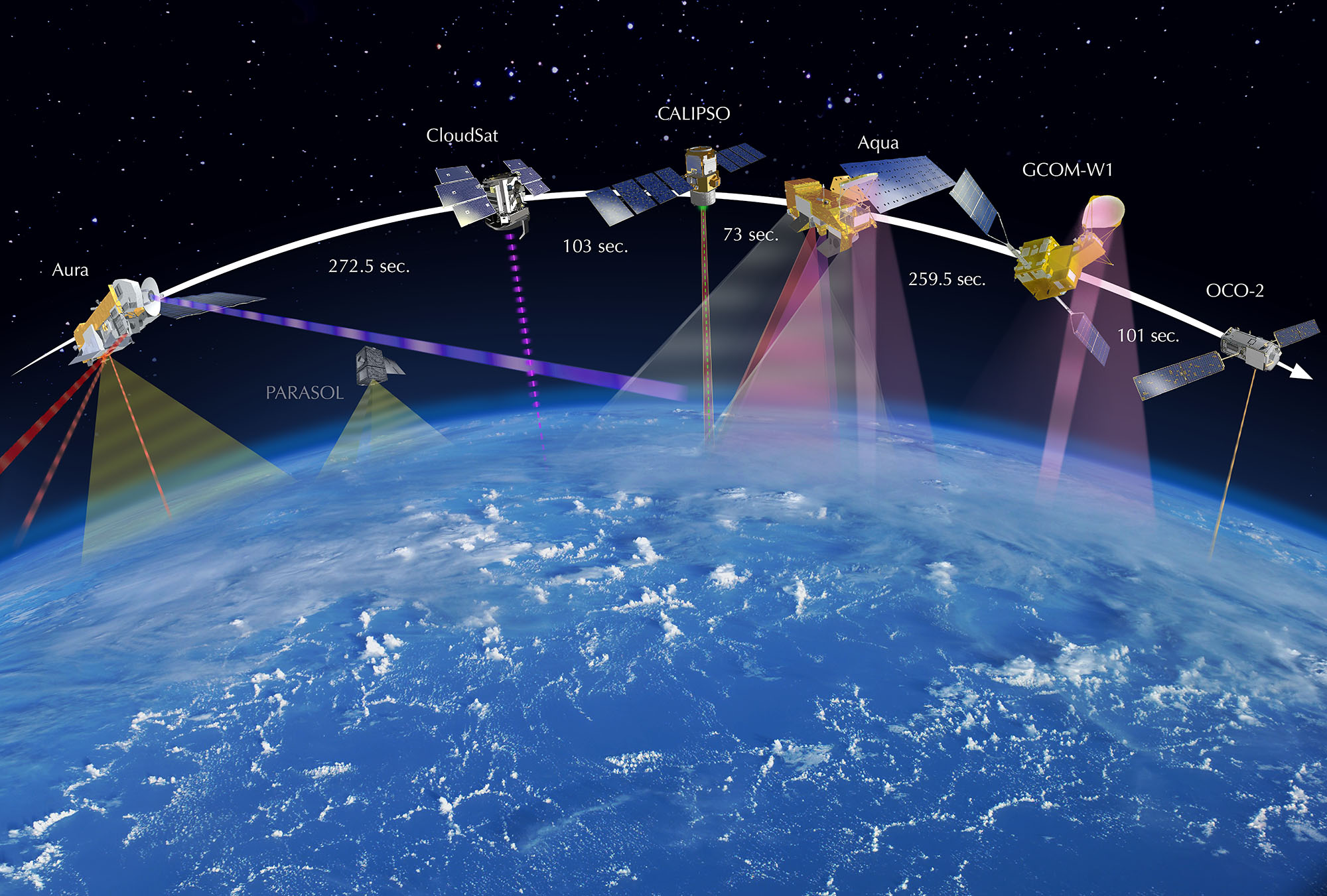
Le A-Train en 2013.

## Déroulement du projet et de la mission
La mission, qui coûte initialement 280 millions de dollars américains, fait partie du programme Pathfinder de la NASA consacré aux sciences du système terrestre et est gérée par le Jet Propulsion Laboratory à Pasadena en Californie.
Un premier exemplaire du satellite (OCO-1) est perdu au cours de son lancement, le 24 février 2009, à la suite de l'échec de la séparation de la coiffe du lanceur Taurus  chargé de le placer sur orbite, dû à des pièces défectueuses fournies par le fabricant Sapa Profiles Inc. qui a fraudé sur la qualité de ses produits. 
En décembre 2009, le Congrès américain alloue 50 millions de dollars américains pour faire construire une copie du satellite perdu. La construction du nouveau satellite, baptisé OCO-2, débute en octobre 2010. En juillet, la NASA décide d'utiliser les trois derniers lanceurs Delta II en stock dont la construction est arrêtée. Le satellite OCO-2 est placé en orbite le 2 juillet 2014 par un lanceur Delta II 7320-10C tiré depuis la base de lancement de Vandenberg.

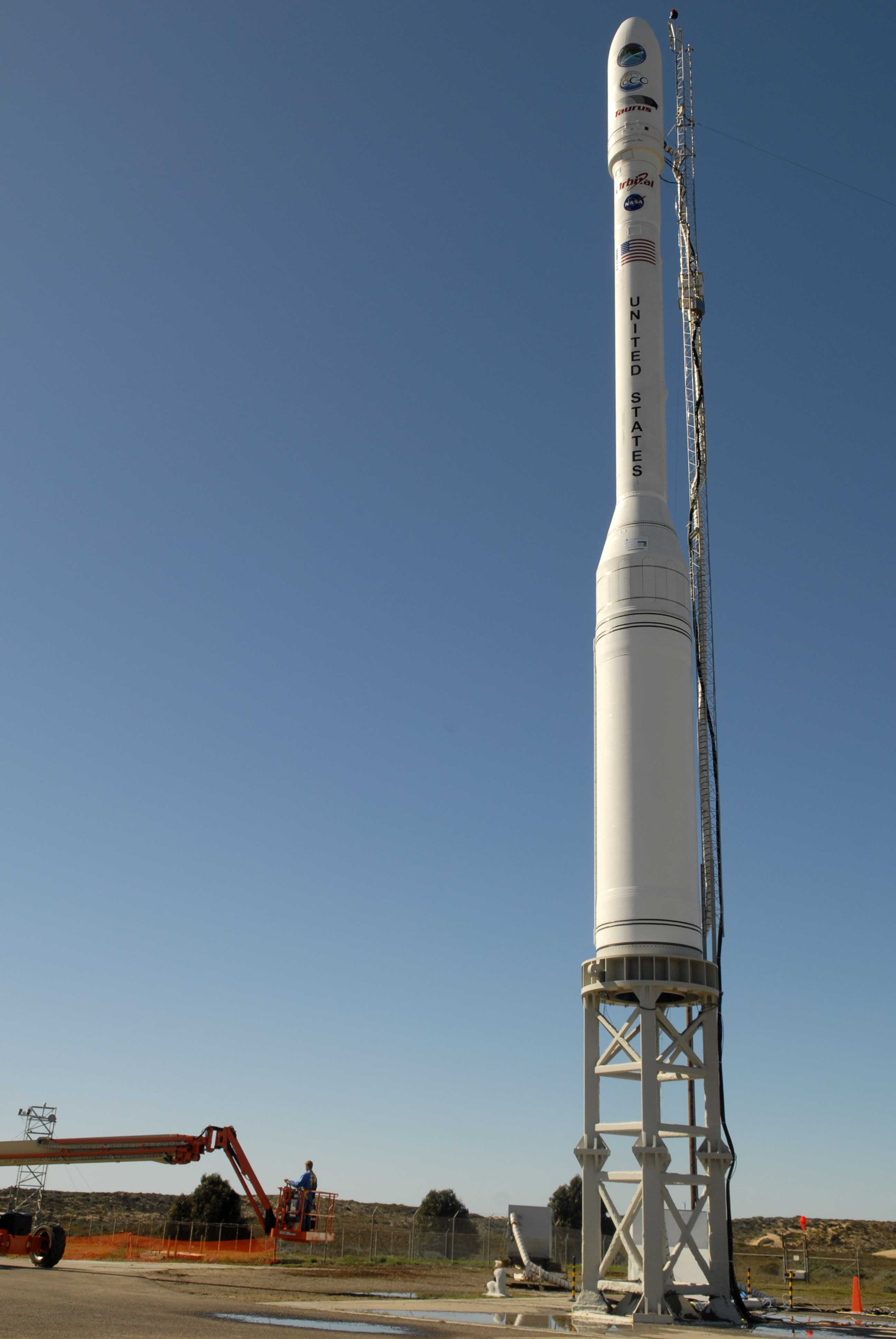
Le lanceur Taurus-3110 avec le satellite OCO-1.
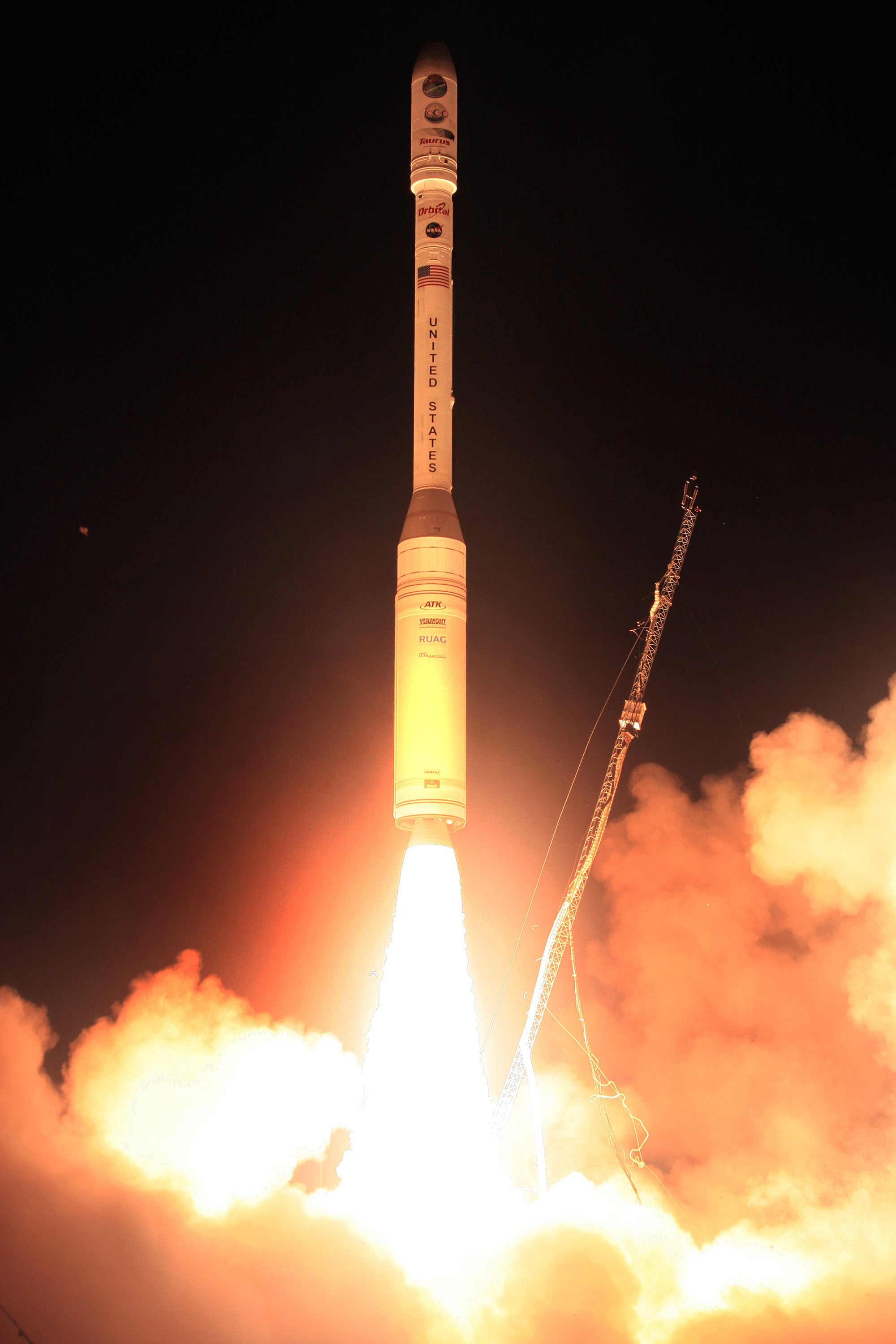
Lancement du satellite OCO-1 par le lanceur Taurus.
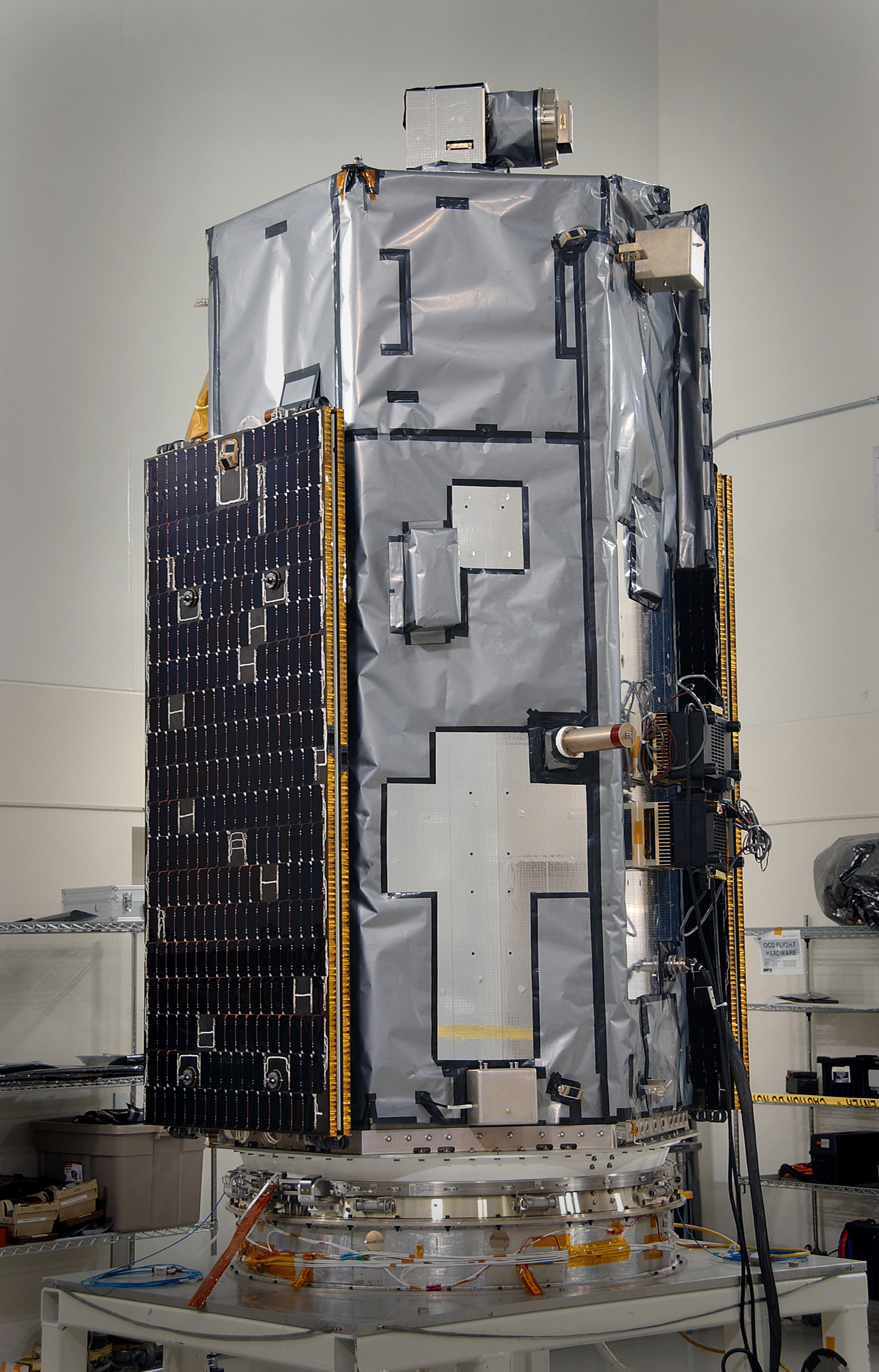
Le satellite OCO-1 à Vandenberg.

## Le satellite OCO-2 et ses enjeux
Comme son nom l'indique, ce satellite est un Observatoire du carbone en orbite, or le carbone est devenu un enjeu majeur pour le climat, l'énergie et la biodiversité, et donc pour l'humanité.
OCO-2 dispose d'une couverture mondiale et survole le même point tous les 16 jours depuis 2014, apportant une quantité croissante de données à haute résolution spectrale sur le CO2 atmosphérique. Leurs précision, résolution géographique (échelle régionale) et couverture n'ont jamais été atteintes jusqu'alors. Cette précision est suffisante pour affiner de nombreuses modélisations, en caractérisant plus fidèlement les sources et les cycles saisonniers du carbone. Il doit ainsi permettre d'éclairer l'étude des grands flux de dioxyde de carbone (CO2) entre les océans, l'atmosphère et la biosphère grâce aux premières séries exploitables de données publiées (après contrôle de qualité) à partir de l'automne 2017.
Le lidar permet depuis la fin du XXe siècle, et permet encore de mieux comprendre les variations chimiques et thermohygrométriques dans la colonne atmosphérique, mais très ponctuellement et souvent seulement dans le temps d'une campagne d'étude.
Pour le carbone, la courbe de Keeling (série temporelle détaillée du taux de CO2 dans l'air depuis 1958) a beaucoup aidé à comprendre et tenter de maîtriser le changement climatique, mais elle nécessite un travail fastidieux de collecte d'échantillons et d'analyses de précision dans quelques laboratoires spécialisés, et elle ne dit rien des variations régionales (ou sur de courtes périodes de temps (jours, semaines) à ces échelles.
Les parties prenantes intéressées par les études du climat espèrent depuis plusieurs décennies une visualisation par satellite, si possible en temps réel, des gaz à effet de serre et des puits de carbone, ainsi que des variations locales et saisonnières de teneurs (au moins pour le CO2 et le méthane), y compris pour l'océan qui joue une importance majeure pour le climat, afin notamment de détecter en temps réel des anomalies.
En 2017, la mission Orbiting Carbon Observatory-2 (OCO-2) est un premier pas vers une mesure spectrale du CO2 atmosphérique à échelles régionales (par grands biomes pour les biomes de taille suffisantes). Du 6 septembre 2014 à l'automne 2017, OCO-2 produit environ 2 millions d'estimations par mois de la fraction molaire de l'air sec en colonne (image embarquée), chaque image faisant l'objet d'un contrôle de qualité, avec une résolution spatiale inférieure à 3 km2 par « coup de sonde ». Les variations saisonnières du CO2 dans l'hémisphère Nord (augmentation en hiver et diminution rapide en saison de végétation sont beaucoup plus précises, de même que l'évaluation des différentes entre régions à dominantes désertiques, humides, sèches, forestières, de grandes cultures, urbaines et régions industrielles (les zones urbaines/industrielles correspondant géographiquement à plus de 70 % des émissions anthropiques). Ceci ouvre la possibilité d'études beaucoup plus pointues des causes et localisations de variations des taux de CO2 atmosphérique à diverses échelles spatiotemporelles.
En outre, les capteurs du satellite renseignent sur la croissance de la biomasse végétale (via une mesure de fluorescence induite par le soleil ou SIF pour Solar-induced chlorophyll fluorescence qui est un indice de photosynthèse). C'est un indicateur précieux pour suivre les processus biologiques de puits de carbone et productivité des écosystèmes, agrosystèmes et de la forêt cultivée, ces données présentant aussi un grand intérêt pour l'agriculture, la sylviculture, les pêcheries, l'écologie du paysage, etc., et il est ici fourni avec une précision inégalée en termes de résolution spatiale, d'acquisition des données et de précision de la récupération.
Avec une résolution spatiale d'environ 2,25 km pour les émissions de CO2, le satellite OCO-2 est très loin d'approcher la précision de mesures faites in situ, mais il a une couverture mondiale et une résolution suffisante pour détecter les effets d'un volcan (p. ex. : ce satellite détecte des panaches constants de CO2 isolés émis par les volcans Yasur, Ambrym et Ambae (Vanuatu) corrélés aux panaches de dioxyde de soufre avec des effets sur le taux d'Ozone Mapping déjà suivis par la NASA); Selon une modélisation des émissions de O2 du volcan Yasur, compatible avec les données captées par OCO-2, son panache emporte 41,6 ± 19,7 kilotonnes de CO2 émis par jour (soit 15,2 ± 7,2 mégatonnes/an, l'équivalent du cumul des émissions d'environ 70 centrales thermiques alimentées par des combustibles fossiles et émettant chacune plus de 15 mégatonnes de CO2/an.
OCO-2 peut aussi mettre en évidence les grandes variations d'émissions au sein d'une mégalopole selon sa géographie socioéconomique et le vent (testé sur Los Angeles où le satellite confirme que le dôme de pollution par le CO2 ne s'atténue au niveau rural qu'à plus de 100 km du centre-ville, avec des variations saisonnières et nocturnes/diurnes significatives), et même pour contribuer à la vérification des données publiées par les États ou certaines grandes industries ou par les centrales électriques au charbon, fioul ou gaz et/ou valorisant la biomasse (énergie) quant à leurs émissions de CO2. Il montre ainsi rapidement que les émissions de carbone augmentent encore significativement en 2015 (par rapport à 2011) en Afrique, en Amérique du Sud et en Asie du Sud-Est (où les pays riches ont transféré une grande partie de leur production industrielle), tout en mettant déjà en évidence des variations contrastées des réponses du cycle du carbone en région tropicale (face à El Niño, aux sécheresses, aux grands feux de forêt, etc.). Les groupes de sources ponctuelles de CO2 urbain fusionnent et ne peuvent être différentiées par l'imagerie satellitaire mais d'importantes sources ponctuelles isolées (p. ex. centrales électriques, usines métallurgiques, papeteries ou cimenteries isolées) ou des phénomènes tels que grands feux de forêt ou dégazage continu d'un volcan en activité sont des sources qui créent de grands panaches de pollution pouvant être localisés (puis corrélés à d'éventuels effets climatiques ou écologiques).

### Premières publications
En octobre 2017, un numéro de la revue Science commence à présenter (en plusieurs articles) les résultats de OCO-2 (sur terre et en mer) ; détection d’émissions ponctuelles de CO2 ; variations de CO2 liées à El Niño ; évaluation de la production végétale primaire brute….
Ces travaux montrent notamment que dans les années 2010, près d'un quart du CO2 anthropique est absorbé par l'océan (en l'acidifiant) et un autre quart est absorbé par les sols et écosystèmes terrestres, mais les lieux et processus de puits de carbone restent mal cernés en particulier concernant les parts respectives des forêts tempérées, tropicales et équatoriales, eurasiennes notamment (certains auteurs comme Baccini & al. (2017) estiment même (à partir des données MODIS qu'une partie importante de ces régions est actuellement source nette et importante de CO2 en raison de la déforestation, des incendies, et que cela pourrait empirer avec un risque croissant de sécheresses, dégradation des sols et feux de forêt). Il y a au moins consensus sur le fait que ces puits varient quantitativement beaucoup selon les années. OCO-2 va permettre de préciser le rôle et la part et l'efficacité des différents puits planétaires et donc d'améliorer la prospective climatique et les possibilités de correction et d'adaptation.
En combinant les données de OCO-2 avec d'autres données satellitaires et au sol, on peut aussi déjà préciser les liens entre le cycle régional du carbone et le climat, et la réponse des taux de CO2 dans l'atmosphère tropicale lors de l'événement El Niño 2015-2016, le second plus « fort » depuis 1950, (alors que presque tous les modèles d'émission prévoient qu'El Niño doit être plus fréquent dans le futur).
OCO-2 permet de montrer que l'anomalie climatique de 2015 (année plus chaude et plus sèche) induit une réponse de la biosphère pantropicale hétérogène selon les zones géographiques, mais similaire pour chaque continent tropical et correspondant à un bilan global de 2,5 ± 0,34 gigatonnes de plus (de CO2 émis dans l'atmosphère) qu'en 2011. Ce travail confirme aussi que la majeure partie des émissions de carbone en excès en 2015 est due (ou associée) « à des précipitations extrêmement faibles ou à des températures élevées, ou les deux », ce qui laisse supposer que le rôle tampon des écosystèmes tropicaux vis-à-vis du climat mondial risque de se réduire voire de disparaître.